# Xurro
|  | Aquest article tracta sobre l'aliment dolç. Vegeu-ne altres significats a «Xurro (desambiguació)». |

El xurro és una peça de pasta de bunyol de forma allargada. El nom prové originàriament de la raça d'ovella xurra, una ovella considerada inferior i típica de l'interior de la Comunitat Valenciana, les anomenades comarques xurres, i les terres contigües a la Manxa i a l'Aragó. Arran del nom compartit, es postula que aquest menjar el van inventar els pastors de l'interior i fins i tot que podria ser originari d'aquestes comarques valencianes, tot i que la majoria de les fonts apunten a un origen purament castellà. Tanmateix no hi ha un consens sobre el seu origen exacte, ja que se'l disputen diversos territoris de la península Ibèrica.
Actualment és un aliment molt popular a les falles de València, a Madrid i arreu d'Espanya, i també a Mèxic i a la resta d'Hispanoamèrica a causa, sobretot, de les xurreries ambulants, que els van anar popularitzant en fires i mercats i que algunes s'han acabat instal·lant permanentment a viles i ciutats.
Els xurros poden ser ensucrats o no, recoberts de xocolata o farcits de crema, i tradicionalment es venen dins de paperines.

## Vegeu també

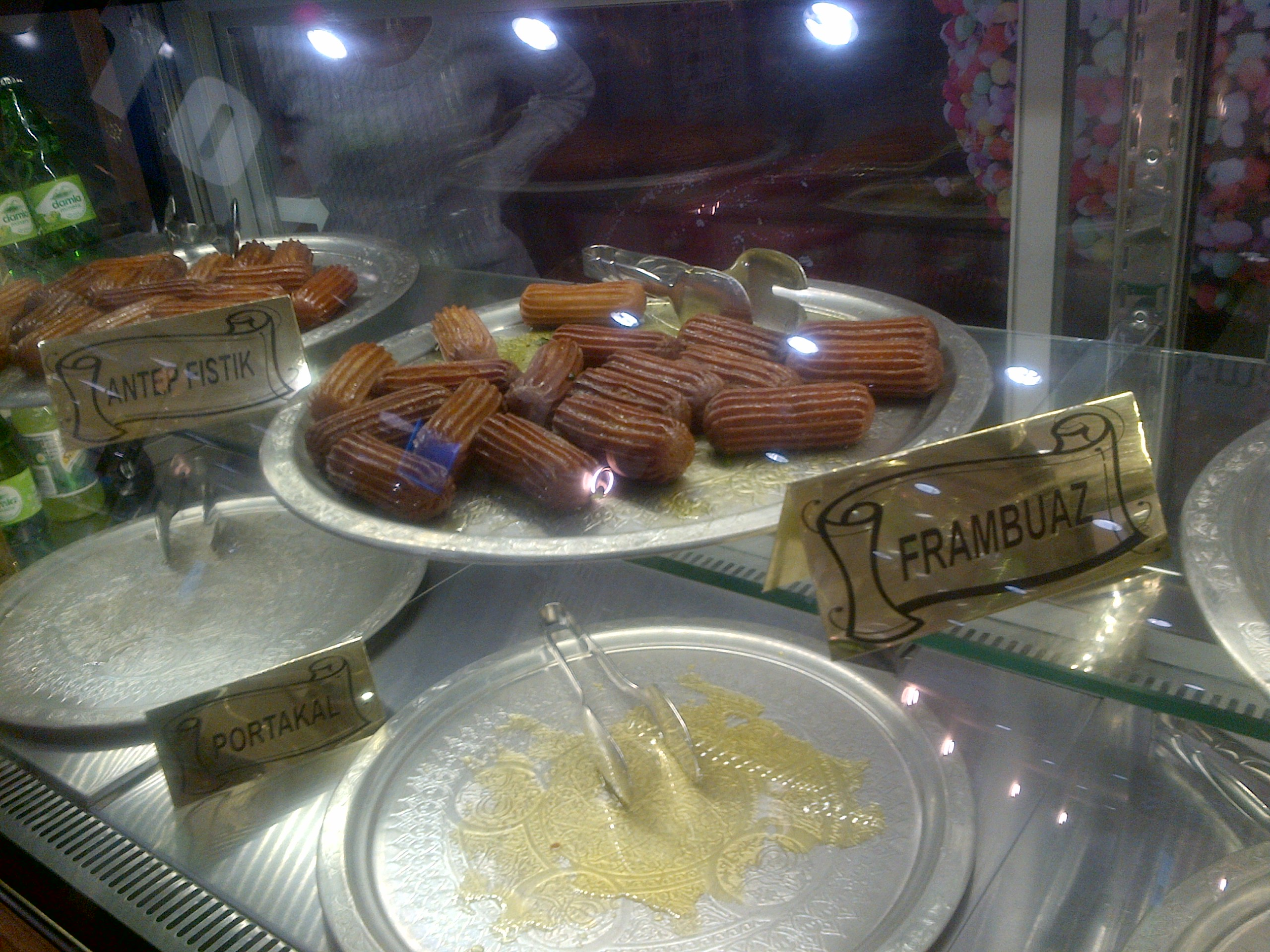
Tulumba és un dolç turc molt similar a xurros. Aquí tulumba amb gerds, a la finestra d'una botiga de dolços a Ankara, les safates de tulumbas amb "taronja" i "pistatxo" estan ja esgotades.